# John og Irene
John og Irene er en dansk kriminalfilm fra 1949, instrueret af Asbjørn Andersen efter manuskript af Christen Jul.

## Medvirkende
- Bodil Kjer
- Ebbe Rode
- Ib Schønberg
- Bjarne Forchhammer